# Beach-volley aux Deaflympics
Le Beach-volley aux Deaflympics d'été est une discipline olympique depuis les Deaflympics d'été de 2005 à Melbourne. Les champions en titre sont chez les hommes l'Ukraine et chez les femmes la Russie.

## Palmarès

### Hommes
Le tableau suivant retrace pour chaque édition de la compétition le palmarès du tournoi et la nation hôte.
| N° | Édition                   | Ville hôte | Or      | Argent     | Bronze  |
| -- | ------------------------- | ---------- | ------- | ---------- | ------- |
| 1  | Deaflympics d'été de 2005 | Melbourne  | Russie  | États-Unis | Ukraine |
| 2  | Deaflympics d'été de 2009 | Taipei     | Ukraine | États-Unis | Russie  |
| 3  | Deaflympics d'été de 2013 | Sofia      | Ukraine | Russie     | Ukraine |
| 4  | Deaflympics d'été de 2017 | Samsun     | Ukraine | Ukraine    | Russie  |

### Femmes
Le tableau suivant retrace pour chaque édition de la compétition le palmarès du tournoi et la nation hôte.
| N° | Édition                   | Ville hôte | Or      | Argent   | Bronze     |
| -- | ------------------------- | ---------- | ------- | -------- | ---------- |
| 1  | Deaflympics d'été de 2005 | Melbourne  | Ukraine | Russie   | États-Unis |
| 2  | Deaflympics d'été de 2009 | Taipei     | Ukraine | Russie   | Lituanie   |
| 3  | Deaflympics d'été de 2013 | Sofia      | Russie  | Lituanie | Ukraine    |
| 4  | Deaflympics d'été de 2017 | Samsun     | Ukraine | Lituanie | Ukraine    |